# Čučice
Čučice (en allemand : Tschutschitz) est une commune du district de Brno-Campagne, dans la région de Moravie-du-Sud, en République tchèque. Sa population s'élevait à 438 habitants en 2020.

## Géographie
Čučice se trouve à 6 km à l'ouest-sud-ouest de Zbýšov, à 25 km à l'ouest-sud-ouest de Brno et à 169 km au sud-est de Prague.
La commune est limitée par Ketkovice et Lukovany au nord, par Oslavany à l'est, par Nová Ves au sud et par Senorady à l'ouest.

## Histoire
La première mention écrite de la localité date de 1101.